# 상관 분기점
상관 분기점(上關分岐點, Sanggwan Junction, 상관JC)은 전북특별자치도 완주군 상관면 의암리에 설치될 예정인 새만금포항고속도로와 새만금포항고속도로지선이 만나는 분기점이자 새만금포항고속도로지선의 종점이다. 2025년 12월에 개통될 예정이다.

## 역사
- 2018년 10월 1일 : 분기점 신설을 위해 완주군 도시계획시설 교통광장에 상관면 의암리 일원을 상관 분기점으로 고시[1]

## 구조물 정보
- 위치 : 전북특별자치도 완주군 상관면 의암리

## 접속하는 노선

### 김제・장수방면
- 새만금포항고속도로

### 익산방면
- 새만금포항고속도로지선